# Pavonia flavoferruginea
Pavonia flavoferruginea är en malvaväxtart som först beskrevs av Peter Forsskål, och fick sitt nu gällande namn av F.N. Hepper och J.R.I. Wood. Pavonia flavoferruginea ingår i släktet påfågelsmalvor, och familjen malvaväxter. Utöver nominatformen finns också underarten P. f. microphylla.